# Atom
Atom — общее название двух связанных веб-технологий: формата для описания ресурсов на веб-сайтах и протокола для их публикации.

## Формат синдикации
Формат синдикации Atom основан на XML и позволяет описывать наборы веб-ресурсов — например, новостные ленты, анонсы статей в блоге и тому подобное. Он решает те же задачи, что RSS, но возник позже и учёл многие его недостатки. Формат описан в RFC 4287 и сейчас активно поддерживается компанией Google во многих её проектах.

## Протокол публикации
Протокол публикации Atom (также AtomPub, от англ. Atom Publishing Protocol) основан на HTTP и позволяет создавать, изменять и удалять ресурсы, собранные в коллекции на веб-сайте (примером коллекции может служить блог). Содержимое коллекций описывается в формате Atom, а для управления им используются стандартные методы HTTP. Протокол описан в RFC 5023.

## Пример ленты в формате Atom
Пример ленты последних обновлений блога в формате Atom с одной записью:
```
<?xml version="1.0" encoding="utf-8"?>

<feed
 
xmlns=
"http://www.w3.org/2005/Atom"
>

  
<title>
Мой
 
блог
</title>

  
<subtitle>
Самый
 
лучший
 
блог
 
на
 
свете
</subtitle>

  
<link
 
href=
"http://example.org/"
/>

  
<updated>
2003-12-13T18:30:02Z
</updated>

  
<author>

    
<name>
Иван
 
Петров
</name>

    
<email>
petrov@example.com
</email>

  
</author>

  
<id>
urn:uuid:60a76c80-d399-11d9-b91C-0003939e0af6
</id>

  
<entry>

    
<title>
Фотографии
 
из
 
Египта
</title>

    
<link
 
href=
"http://example.org/2003/12/13/atom03"
/>

    
<id>
urn:uuid:1225c695-cfb8-4ebb-aaaa-80da344efa6a
</id>

    
<updated>
2003-12-13T18:30:02Z
</updated>

    
<summary>
Я
 
вернулся
 
из
 
Египта
 
и
 
выложил
 
свои
 
фотографии...
</summary>

  
</entry>

</feed>

```